# Jaroslaw Rakyzkyj
Jaroslaw Wolodymyrowytsch Rakyzkyj (ukrainisch Ярослав Володимирович Ракицький; * 3. August 1989 in Perschotrawensk in der ukrainischen Oblast Dnipropetrowsk) ist ein ukrainischer Fußballspieler.

## Karriere

### Vereine
Rakyzkyj spielte ab 2003 im Junioren-Team von Schachtar Donezk. Von 2009 bis 2019 war er Stammspieler der ersten Mannschaft von Schachtar und gewann dort acht Mal die Meisterschaft und jeweils sechs Mal Pokal und den Superpokal. Danach wechselte er zum russischen Erstligisten Zenit St. Petersburg, mit dem insgesamt sieben nationale Titel gewann. Wegen des russischen Überfalls auf die Ukraine bat er um Vertragsauflösung und verließ den russischen Meister im März 2022. Nach fünf Monaten Vereinslosigkeit verpflichtete ihn dann im Sommer der türkische Erstligiste Adana Demirspor. Im Dezember 2022 wurde der Vertrag in Adana vorzeitig aufgelöst und Rakyzkyj kehrte Anfang Januar 2023 zu Schachtar Donezk zurück.

### Nationalmannschaft
Im Oktober 2009 wurde der 180 Zentimeter große Abwehrspieler erstmals in die ukrainische A-Nationalmannschaft berufen und spielte in einem WM-Qualifikationsspiel gegen England. Nationaltrainer Oleh Blochin berief ihn in das Aufgebot für die Europameisterschaft 2012. Im letzten Gruppenspiel gegen England kam Rakyzkyj zum Einsatz.
Bei der Europameisterschaft 2016 in Frankreich wurde er in das Aufgebot der Ukraine aufgenommen. Er bestritt die ersten beiden Partien des Turniers gegen Deutschland und gegen Nordirland, nach zwei Niederlagen fiel er im letzten Spiel gegen Polen aber aus der Stammmannschaft heraus. 

## Erfolge
Schachtar Donezk
- Ukrainischer Meister: 2010, 2011, 2012, 2013, 2014, 2017, 2018, 2019
- Ukrainischer Pokalsieger: 2011, 2012, 2013, 2016, 2017, 2018
- Ukrainischer Superpokal: 2010, 2012, 2013, 2014, 2015, 2017

Zenit St. Petersburg
- Russischer  Meister: 2019, 2020, 2021, 2022
- Russischer Pokalsieger: 2020
- Russischer Superpokalsieger: 2020, 2021